# Objektum (informatika)
Az objektum informatikai értelmezése a valóság mintájára tulajdonságokkal és viselkedésekkel felruházott egység, amit programozási szempontból tekinthetünk a hagyományos változó kibővített változatának – mintha összecsomagolva tartalmazná az érintett valóságban megjelenő tárgy számítógépes leírásához szükséges változók és alprogramok (viselkedések) összességét.

## A valóságot leíró minta
Az objektumok használata a számítástechnikában alapvetően tekinthető egy valóságot erősen megközelítő szemlélet alkalmazásának, ami a mai modern számítógépek, és a programok végrehajtási sebessége mellett hatékony munkát eredményez. Könnyen érthető programkód lehet a végeredmény, és hatékonyan lehet építkezni egy program megírása során az ilyen objektumok segítségével. Az objektumok használatával nagyon egyszerűen megvalósítható a kód újrahasznosítása is, alkalmazva az öröklődést vagy más objektumorientált megoldást.

## Példa

### Objektum a valóságból
Egy kémiai feladatnál objektumnak tekinthető az anyag (mint általánosan a természetben megjelenő dolog, például folyadék). Az anyag tulajdonságokkal rendelkezik (például van térfogata, halmazállapota, színe), és viselkedik az őt érő behatások során. Ő maga is ki tud váltani reakciót más objektumoktól, ha változik valamelyik tulajdonsága. Például ha a vizet, mint objektumot túlmelegített állapotban egy üveg tárolóedénybe, mint másik objektumba öntjük, akkor kiválthatja a második objektum megrepedését.).
Ha a feladat megkívánja, akkor megfogalmazhatunk további objektumokat, amelyek esetleg alkotórészei a már említett objektumoknak. Részecskék a saját objektumukra jellemző viselkedéssel és tulajdonsággal, a részecskéket alkotó további kisebb részecskék szintén egyedi viselkedéssel – itt a kisebb részek viselkedése lehet hasonló, mint az elsődleges objektum viselkedése.

### Objektum a programban
Az objektumok általános használatához definiálni kell az objektum környezetét (osztályát), ez lényegében egy sablonként használható több azonos típusú objektum egyidejű használatához.
```
using
 
System
;

using
 
System.IO
;

using
 
System.Text
;

using
 
System.Drawing
;

class
 
Anyag

{

	
public
 
int
 
szelesseg
;

	
public
 
double
 
suly
;

	
public
 
Point
 
pozicioXY
 
=
 
new
 
Point
(
0
,
0
);

	
public
 
int
 
pozicioZ
 
=
 
0
;

	
public
 
Anyag
()
 
:
this
(
0
,
0
)

	
{

                
// konstruktor hívása 0 értékekkel

	
}

	
public
 
Anyag
(
int
 
szel
,
 
double
 
kg
)

	
{

		
// példányosítás a "new Anyag(...)" paramétereivel

		
this
.
szelesseg
 
=
 
szel
;

		
this
.
suly
 
=
 
kg
;

	
}

	
public
 
void
 
mozog
(
int
 
ujX
,
 
int
 
ujY
,
 
int
 
ujZ
)

	
{

		
// mozgás az új koordinátákra

		
this
.
pozicioXY
.
X
 
=
 
ujX
;

		
this
.
pozicioXY
.
Y
 
=
 
ujY
;

		
this
.
pozicioZ
 
=
 
ujZ
;

	
}

}

```

A program felhasználási helyén példányt készítve az objektum osztályából máris használható a példány, az objektumra jellemző összes tulajdonsággal és eljárással.
```
static
 
void
 
Main
(...)

{

	
…

	
Anyag
 
x
 
=
 
new
 
Anyag
(
12
,
20
);
	
// új anyag példány 20-as súllyal...

	
Anyag
 
xy
 
=
 
new
 
Anyag
(
1
,
50
);
	
// másik nehezebb anyag...

	
//x példány és xy példány már tud mozogni is

	
x
.
mozog
(
12
,
34
,
56
);

}

```

## Objektumok modellezése
A valóságos állapotoknak megfelelően megfogalmazott objektumokat át lehet ültetni programozási nyelvre, ha megfogalmaztuk a szükséges mélységű tulajdonságokat és alapvető viselkedéseket. Létezik egy jelölő nyelv (UML), ami különböző diagramok segítségével modellezi az objektumok tulajdonságait, viselkedésüket és egymáshoz fűződő kapcsolatukat.

## Szkriptnyelvek
A legtöbb programozási nyelvben használhatóak objektumok, és az objektumorientált szemlélet. Objektumorientált technikákat lehet használni már a jelentősen megújult kliensoldali szkriptnyelvekben is, így például az Adobe Flash alkalmazások ActionScript alapú nyelvében, vagy a weblapok készítéséhez közkedvelten használt JavaScript programozási nyelvvel.

## Objektumok az informatikában
Nem csak a programozásban használatosak az objektumok, ez a fajta szemlélet jelen van az informatika általános területein is. Objektumokat használnak a különböző operációs rendszerek is a rendszer állapotának nyilvántartására, vagy a használatra jogosult felhasználók különböző tulajdonságainak a beállítására.